# Christina Elmore
Christina Lorenn Elmore (Sacramento, California, 18 de marzo de 1987)  es una actriz estadounidense. Es conocida por su papel en la serie de televisión The Last Ship como la teniente Alisha Granderson, y sus papeles en Twenties y Insecure de HBO.

## Biografía
Hija del Dr. Ronn Elmore y de Aladrian Slade Elmore se crio en Los Ángeles y Sacramento, California. Se graduó en el instituto público Franklin High School de Elk Grove y luego asistió a la Universidad de Harvard, donde recibió una licenciatura en estudios afroamericanos. Comenzó a actuar en producciones teatrales cuando era estudiante. En 2012, recibió un Master en actuación en el centro de interpretación del American Conservatory Theatre..
Se casó con Ryan Duke el 6 de abril de 2014 y tiene dos hijos (Silas y Solomon). 

## Carrera
En 2014, Elmore desempeñó un papel principal en The Purple Lights of Joppa Illinois de Adam Rapp, organizada por la compañía de teatro profesional South Coast Repertory con sede en Costa Mesa.
El primer trabajo cinematográfico de Elmore fue un pequeño papel en la película aclamada por la crítica Fruitvale Station. Su primer papel regular en una serie fue en la serie de acción The Last Ship, donde interpretó a la teniente Alisha Granderson durante cinco temporadas. Elmore actuó como estrella invitada en dos episodios de Insecure de HBO y regresó para un papel recurrente en la cuarta temporada.
Elmore fue elegida para un papel principal en Twenties, que se estrenó en BET en 2020.
En marzo de 2024 estrenará una nueva serie para HBO, The Girls on the Bus con rol protagonista interpretando a Kimberlyn.